# 湯浅真由美
湯浅 真由美（ゆあさ まゆみ、1955年7月9日 - ）は、日本の女性ナレーター。兵庫県淡路島生まれで、同県神戸市育ち。青二プロダクション所属。

## 経歴
兵庫県立長田高等学校（高26回生）を経て武庫川女子大学卒業。
1978年、毎日放送『新大阪株式市況』MCとして放送界入り。1980年、広島テレビ放送に入社。1983年に退社後、上京。フリーとなる。NHK専属でラジオ番組『NHKジャーナル』のキャスターや『婦人百科』のインタビュアー、リポーターを経て、1989年、東京俳優生活協同組合（俳協）所属、ナレーターに転身。
2005年に離籍してしばらくフリーで活動後、アトゥプロダクションに所属。2009年に退社し、フリーとなる。2010年7月1日より青二プロダクションに所属。

## 人物
小学校教諭一級・幼稚園教諭一級免許取得。音域はアルト。関西弁を話す。主にNHK広報アナウンス、報道、ドキュメンタリー番組、CM、ドキュメンタリー・記録映画、博物館展示用を担当。

## 出演

### アナウンサー
- NHKジャーナル（NHKラジオ第1放送） - キャスター
- 婦人百科（NHK総合テレビジョン） - インタビュアー

### ナレーション
- 午後は○○おもいッきりテレビ「きょうは何の日」（日本テレビ）
- おもいッきりイイ!!テレビ「きょうは何の日」（日本テレビ）
- ニュースステーション（テレビ朝日）
- 知ってるつもり?!（日本テレビ）
- 報道ステーション（テレビ朝日）
- くりぃむしちゅーのたりらリラ～ン（日本テレビ）
- くりぃむしちゅーのたりらリでイキます!!（日本テレビ）
- イブニング・ファイブ（TBS）
- ハッケン!!（フジテレビ）
- 総力報道!THE NEWS（TBS）
- NEWS23X（TBS）
- ザ・スクープSPECIAL（テレビ朝日）
- 村上マヨネーズのツッコませて頂きます!（関西テレビ）
- 100分de名著（語り、NHK Eテレ）
- フルタチさん（フジテレビ）
- マサカの世界衝撃事件（TBS）
- 報道ステーション SUNDAY（テレビ朝日）
- サンデーステーション（テレビ朝日）
- 直撃!シンソウ坂上（フジテレビ）
- 所有者不明!!解決!空き家バスターズ（テレビ朝日）
- 1周回って知らない話（日本テレビ）

### テレビアニメ
- じょしらく（2012年、毎日放送） - ナレーション